# Lékárna Esteve
Lékárna Esteve (katalánsky Farmàcia Esteve) je středověká lékárna a muzeum ve španělské exklávě Llívia. Byla založena na počátku 15. století, jde o nejstarší lékárnu ve Španělsku a jednu z nejstarších lékáren v Evropě. Obsahuje sbírku tzv. albarellos, modrých lékárnických nádob z 16. a 17. století, sklo z 19. století, renesanční krabičky s obrazy svatých, laboratorní náčiní a knihovnu.
Rodina Esteve spravovala lékárnu po 7 generací. V roce 1942 ji ale Lleó Antoni Esteve zavřel a přestěhoval se do Puigcerdà. V roce 1958 ji převzalo samo město Llívia a v roce 1965 ji zakoupila provincie Girona (do níž exkláva Llívia spadá).